# Harmandiola amisae
Harmandiola amisae är en tvåvingeart som beskrevs av Gagne 1992. Harmandiola amisae ingår i släktet Harmandiola och familjen gallmyggor. Inga underarter finns listade i Catalogue of Life.